# Kaňka

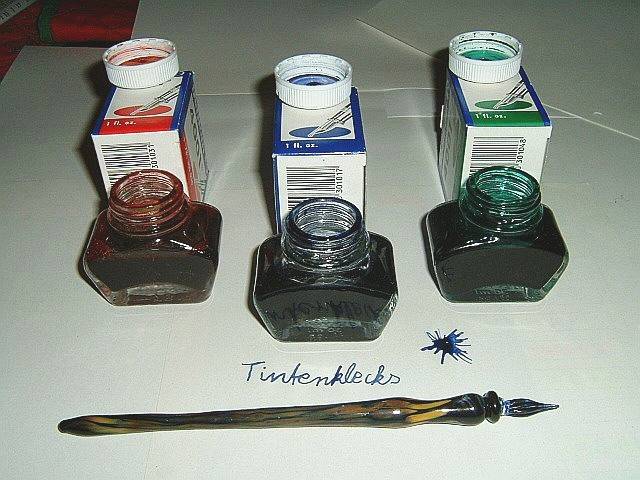
Pero, sada tuše a kaňka

Kaňka je, v užším slova smyslu, inkoustová skvrna. Bývala způsobena neopatrným zacházením či poškozeným  namáčecím inkoustovým či plnicím perem. Kaňky byly pokládány za něco, za co by se měl jejich původce (především školní žák) stydět.

## Další významy slova
- Kaňka v širším slova smyslu je jakákoliv viditelná skvrna (flek), způsobená poskvrněním (pocákáním či pokapáním) povrchu předmětu barevně výraznou tekutinou.
- V přeneseném významu je to synonymum pro slovo skvrna či poskvrna. Z něj je odvozen termín pokaňkat ve smyslu zkazit, zničit, nenávratně poskvrnit apod.

### místní jméno
- Kaňk – hornická obec, místní část Kutné Hory

## Zajímavost
Při zkoumání pravosti Rukopisu královédvorského byla také během chemické analýzy zjištěna možná existence kaňky na devátém listu.